# 萊茵-內卡
萊茵-內卡都会区（德語：Metropolregion Rhein-Neckar，發音：[metʁoˈpoːlʁeˌɡi̯oːn ˌʁaɪnˈnɛkaʁ]）是德國的一個地理區域，橫跨了巴登-符騰堡州、莱茵兰-普法尔茨州和黑森州。萊茵-內卡地區的人口多達約240萬人，是德國第7大經濟圈。萊茵-內卡這一地名是來自於這裡的兩大河流萊茵河和內卡河。